# Chiesa di Sant'Antonio da Padova al Romito
La chiesa di Sant'Antonio da Padova al Romito è un luogo di culto cattolico che si trova in via Filippo Corridoni a Firenze.
Fu costruita nel 1937 su disegno dell'architetto Severino Crott per don Giulio Facibeni, quale succursale della chiesa di Santo Stefano in Pane. Nel 1958 fu costituita in parrocchia e vennero eseguite modifiche interne; nel 1982 furono edificati sul retro locali ad uso pastorale.
La facciata è caratterizzata da un rivestimento in pietra con due lesene laterali, portale d'ingresso e sovrastante finestra. L'interno è ad unica navata con abside poligonale, tre arcate cieche a tutto sesto cui corrispondono frontalmente tre cappelle. In una cappella laterale Carmelo Puzzolo, allievo di Annigoni, ha affrescato Gesù si fa conoscere allo spezzare del pane (1983). Le formelle in terracotta della Via Crucis sono degli anni '60.